# أرماندو فرانكو
أرماندو فرانكو (بالإنجليزية: Armando Franco)‏ هو سياسي أمريكي، ولد في 30 أكتوبر 1964 في الولايات المتحدة. حزبياً، نشط في Popular Democratic Party (Puerto Rico) ‏.